# 12835 Stropek
12835 Stropek eller 1997 CN13 är en asteroid i huvudbältet som upptäcktes den 7 februari 1997 av Kleť-observatoriet i Tjeckien. Den är uppkallad efter Václav Stropek.
Den tillhör asteroidgruppen Vesta.